# مارکو دل موناش
مارکو دل موناش (انگلیسی: Marco Delle Monache؛ زادهٔ تاریخ ورودی نامعتبر است) بازیکن فوتبال است.
وی همچنین در تیم ملی فوتبال زیر ۱۷ سال ایتالیا بازی کرده‌است.